# Аквисти, Луиджи
Луиджи Аквисти (Аккуисти; итал. Luigi Acquisti; 1745 год, Форли — 1823 года, Болонья) — итальянский скульптор классического стиля.
Родился и учился в Болонье, там же сделал себе репутацию созданием барельефов для местных церквей. Из работ того времени примечательны сюжеты из Гомера и римской истории на парадной лестнице дворца Браски (Palazzo Braschi), а также «Сивиллы» в куполе церкви Santuario di Santa Maria della Vita.
Переехав в Рим, создал там много произведений, особенно несколько статуй Венеры, беря пример с Венеры Медицейской. В ряду созданных скульптур наиболее известна «Афродита, усмиряющая яростного Марса», выполненная по заказу Люсьена Бонапарта и имевшая шумный успех на римской выставке в 1805 году.
В следующем году он уехал в Милан для работы по украшению симплонской дороги; статуи и барельефы для которой заняли последующие 10 лет его жизни, но не были поставлены на место из-за падения Наполеона и отставки всего гигантского проекта. Поражённый случившимся, Аквисти удалился в Болонью и творил надгробные памятники, чтобы заработать на жизнь.